# Heinz Müller (Bauingenieur)
Heinz Kurt Müller (* 30. April 1929 in Chemnitz; † 1. Februar 2021 in Dresden) war ein deutscher Bauingenieur und Hochschullehrer.

## Leben
Nach dem Schulbesuch, den er mit dem Abitur 1947 am Realgymnasium Chemnitz abschloss, und einem einjährigen Baupraktikum nahm er 1948 ein Studium an der Technischen Hochschule Dresden auf. Dort promovierte er an der Fakultät für Bauwesen am 13. März 1959 zum Dr.-Ing. Das Thema seiner Dissertation lautete  	Eine Untersuchung über die Anwendbarkeit der Kreuzwerktheorie auf das Schubkrafteinleitungsproblem der Scheibe. Am 21. Dezember 1963 folgte an gleicher Stelle die Habilitation zum Thema Beiträge zur Berechnung orthotroper Rechteckplatten im nichtlinearen Bereich.
Heinz Müller war von 1970 bis 1996 Professor für Statik an der Fakultät Bauingenieurwesen der Technischen Universität Dresden. Er gehörte dort zu den Wegbereitern computerorientierter Methoden im Ingenieurwesen.
Nach seiner Emeritierung setzte sich Heinz Müller in Graupa zur Ruhe.

## Schriften (Auswahl)
- Eine Untersuchung über die Anwendbarkeit der Kreuzwerktheorie auf das Schubkrafteinleitungsproblem der Scheibe. Dresden o. J. [1959].
- Beiträge zur Berechnung orthotroper Rechteckplatten im nichtlinearen Bereich . Dresden 1963.
- (mit Gerhard Burkhardt): Lehrbriefe für das Hochschulfernstudium. Baumechanik (Stabtragwerke). 1. Lehrbrief. Zentralstelle für das Hochschulfernstudium, Dresden 1983.
- (mit Gerhard Burkhardt): Lehrbriefe für das Hochschulfernstudium. Baumechanik (Stabtragwerke). 2. Lehrbrief. Zentralstelle für das Hochschulfernstudium, Dresden 1983.
- (mit Gerhard Burkhardt): Lehrbriefe für das Hochschulfernstudium. Baumechanik (Stabtragwerke). 3. Lehrbrief. Zentralstelle für das Hochschulfernstudium, Dresden 1985.
- (mit Gerhard Burkhardt): Lehrbriefe für das Hochschulfernstudium. Baumechanik (Stabtragwerke). 4. Lehrbrief. Zentralstelle für das Hochschulfernstudium, Dresden 1986.